# OC Opatovská

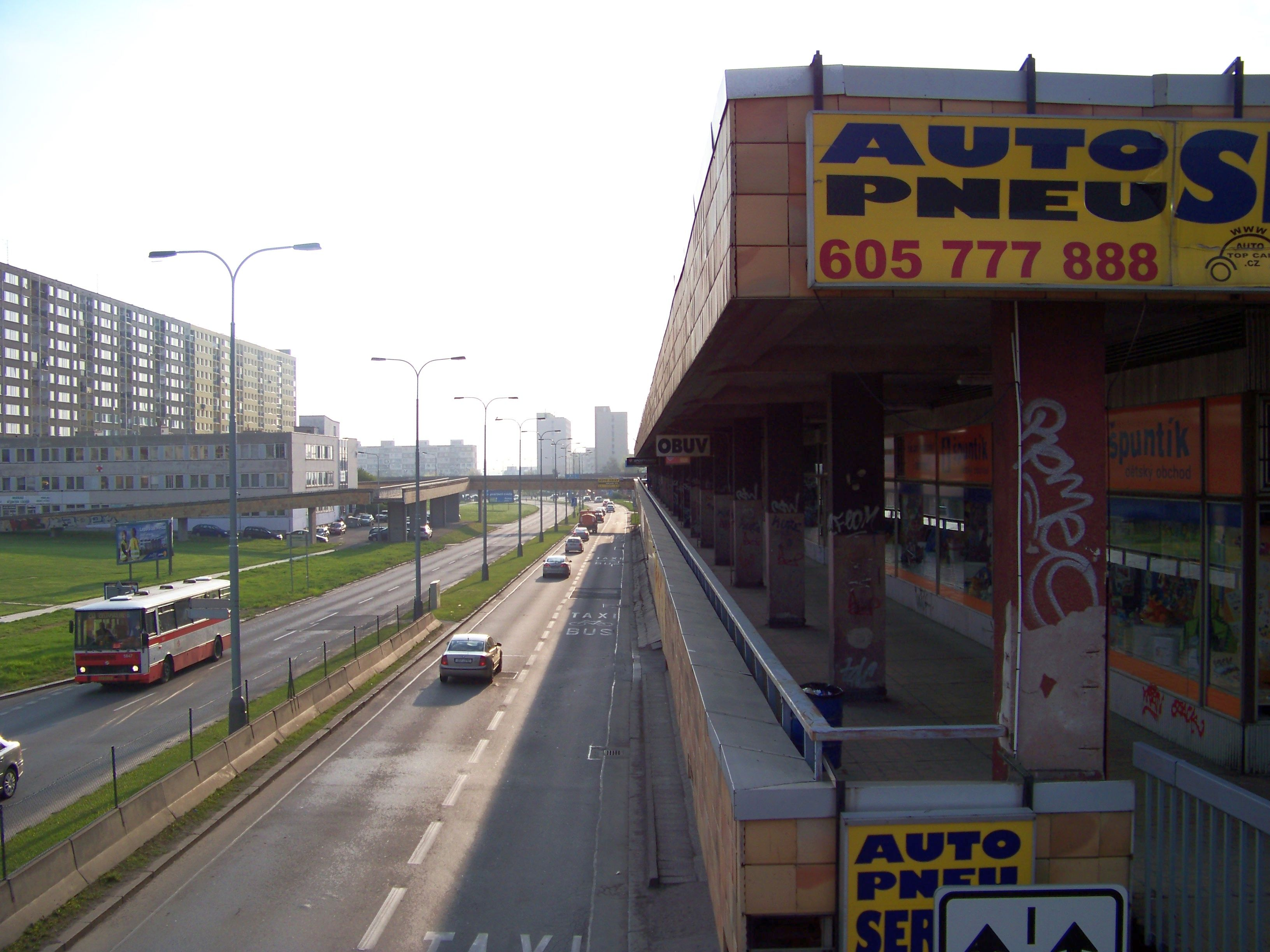
Ulice Opatovská a bývalá obchodní pasáž či „rampa" vpravo, 2010

Obchodní centrum Opatovská je obchodní centrum na pražském Jižním Městě mezi Opatovem a Hájemi. Nachází se v zrekonstruované budově podél ulice Opatovská, která dříve sloužila jako obchodní pasáž a byla v zanedbaném stavu. Celková investice do výstavby byla 300 milionů korun, kterou zaplatil investor TTP Invest. K oficiálnímu otevření dojde 15. února 2020, část obchodů funguje od konce roku 2019.
Na dvou podlažích a ploše 8 000 m² je k dispozici celkem 22 obchodních jednotek – lékárna, obchod s elektronikou, drogerie, restaurace a supermarket Lidl. Horní venkovní patro bude sloužit také k pořádání farmářských trhů i jiný stánkový prodej. Pod objektem je garáž s 350 místy pro automobily.